# ジェシー (トイ・ストーリー)
ジェシー（Jessie）は、ディズニー・ピクサー映画『トイ・ストーリー2』、『トイ・ストーリー3』、『トイ・ストーリー4』などに登場するメインキャラクターの1人である。

## 概要
『ウッディのラウンドアップ』のヒロインであるカウガール人形でウッディの妹分。（公式のアナウンスは無いが、関連商品では妹もしくは妹分と紹介される。)
黄色のリボンで結んだ三つ編みポニーテールと緑色の目をしている。ウッディと同じように背中に紐がついており、引っ張るとランダムに音声が鳴る設定だが劇中にそのシーンはない。陽気でお転婆な性格で、最高に嬉しい時は「イーヤッハー!」と叫ぶ。元々は「エミリー」という女の子のお気に入りのオモチャだったが、彼女の成長と共にベッドの下に忘れられ捨てられた過去を持つ。以来、箱や倉庫に入れられることを考える度にパニックを起こし過呼吸になる。『トイ・ストーリー2』でおもちゃコレクターのアルの家からウッディ、ブルズアイと共に逃げ出し、アンディの家で暮らすようになる。ヨーデルが得意。運動神経はかなり良いようで、アンディの愛犬バスターの為にドアを開けるシーンでは、バズが思わず呆気にとられるほどの優れたアクションを披露した。髪の毛は毛糸でできている。『トイ・ストーリー3』では、ボニーのオモチャになり、『トイ・ストーリー4』の終盤ではボー・ピープと一緒に移動遊園地に残ることを決めたウッディと別れ、彼女がオモチャたちのリーダーとなった。

## 登場

### 長編作品
トイ・ストーリー2
ブルズアイ、プロスペクターと長い間倉庫の中にいた。
ウッディが加わることを条件に日本の博物館に行ける決まりだったため、ウッディと初めて会った際に歓喜する。その後、ウッディにはまだ持ち主がいると知って彼と大喧嘩になり、しばらく悪態をついていたが、ウッディに自分の過去を話したことで、ウッディは博物館に行くか、アンディのおもちゃのままでいるかの板ばさみとなる。バズの説得で自分を取り戻したウッディに誘われ、一度は戸惑うもアンディに妹がいることを知り、アンディの元に行き、ブルズアイと共にウッディたちの仲間に加わる。当時アンディには「バズーカジェーン」と呼ばれていた。バズとはこの時から仲は良かった。
トイ・ストーリー3
アンディが大人になり、遊ばなくなったため、エミリーのように再び捨てられるのではと恐れ、アンディと大学に行くウッディの言葉に耳を貸さず、バズや他のおもちゃ達と共に、「サニーサイド」という託児施設に寄付されるが、サニーサイドの真相を知り、ウッディの誤解を解き、ウッディ達とともに脱出を決める。手違いによりスペイン語モードになったバズに一目惚れされ、プロポーズされながらも助けられる。ある事故でバズは記憶を取り戻し、より相思相愛の関係になる。
エンディングではバズとスペイン風の社交ダンスをする。
トイ・ストーリー4
9年前の大雨の夜（当時アンディの家に暮らしていた頃）、ウッディやボー達と共に外に放置されたRCの救出に協力していた。
ボニーの一家とキャンピングカーで旅行中、新しく仲間に加わったボニーの手作りおもちゃ・フォーキーとウッディが行方不明になり、バズが彼らを探しに行ってる間、時間稼ぎに釘でタイヤをパンクさせボニー達を足止めにする。
終盤ではボーと短い再会をして、彼女と移動遊園地に残ることを決めたウッディからバッジをもらい彼に代わっておもちゃ達のリーダーを任せられた。

### 短編作品
ハワイアン・バケーション
サニーサイドからやってきたケンとバービーやバズ達と一緒にハワイのお芝居をする。
ニセものバズがやって来た
フードコート店「チキンパレス」でニセものバズ（ミニバズ）と入れ替わった本物のバズの帰りを喜ぶ。
レックスはお風呂の王様
ポテト･ヘッド達とボニーの部屋でシャボン玉遊びするが、レックスが邪魔したせいで壊されてしまい彼を「パーティ台無しレックス」と罵る。

### TVSP
トイ・ストーリー・オブ・テラー!
ウッディやバズ達と共に、ボニー親子の旅行に同行する。車が突然パンクしてしまったため、ボニー達は近くのモーテル「スリープ・ウェル」に宿泊することになる。本作でも、かつてジェシーが『2』で箱に入れられていた事で、再び閉所恐怖症に陥る。2人が眠っている間、スーツケースから抜け出しモーテル内を探検するが、モーテルのオーナー（ロン）のペットのイグアナ（ミスター・ジョーンズ）に捕まってしまう。ロンはオークションでジェシー達を売り捌こうとしており、そこで同じくモーテルから脱出を試みる熱血漢のコンバット・カールを始めとするおもちゃ達と出会う。カールの説得や助言で勇気を持ち、ロンの計画を阻止すべくウッディ達を箱から救出し、無事にボニーの元へ帰る。
トイ・ストーリー 謎の恐竜ワールド
本作ではボニーがウッディやトリクシー達を連れて友達のメイソンの家に遊び行ってる間は留守番している。

### その他
スペース・レンジャー バズ・ライトイヤー 帝王ザーグを倒せ!
冒頭の場面のみ登場（テレビアニメ作品『スペースレンジャー バズ・ライトイヤー』にも登場）。
現実側の世界ではバズの他にウッディたちも登場するが、これは『2』と『3』の出来事とされる。

## 担当声優
英語版
- ジョーン・キューザック（原語版）
- メアリー・ケイ・バーグマン（原語版）※2のヨーデル音声のみ
- キャサリン・クレシダ（原語版）（『Kinect: ディズニーランド・アドベンチャーズ』、『ディズニーランド』各種アトラクション）

日本語吹替版
- 日下由美（日本語吹き替え版）（本編、玩具、予告編、CM、『Kinect ラッシュ: ディズニー/ピクサー アドベンチャー』、『東京ディズニーリゾート』各種アトラクション）
- 不明（日本語吹き替え版）（『ポンキッキーズ』）
- 鈴木麻里子（日本語吹き替え版）（『スペース・レンジャー バズ・ライトイヤー 帝王ザーグを倒せ!』）

## トリビア
映画「モンスターズ・インク」にブーのオモチャとして登場。